# Aek Gunung
Aek Gunung is een bestuurslaag in het regentschap Tapanuli Selatan van de provincie Noord-Sumatra, Indonesië. Aek Gunung telt 717 inwoners (volkstelling 2010).